# Gentse stadsderby
De Gentse stadsderby is de benaming voor de voetbalklassieker tussen KRC Gent en  KAA Gent, twee voetbalclubs uit Gent. De derby werd voornamelijk voor de Tweede Wereldoorlog in officiële competitie betwist. Sinds 1953 hebben beide Gentse clubs elkaar niet meer ontmoet in een officiële wedstrijd en werden enkel nog vriendschappelijke wedstrijden tussen beide clubs betwist. De clubs ontmoetten elkaar nooit in de Beker van België.
Hoewel KAA Gent in 1926 met stamnnummer 7 een lager nummer kreeg dan KRC Gent, is Racing de oudste voetbalclub. De club werd op 1 april 1899 opgericht, terwijl de voetbalafdeling van KAA Gent pas eind 1900 werd opgericht. KAA Gent was wel al langer aangesloten bij de KBVB, maar dan met de atletiekafdeling.
Tot 1936 was KRC Gent de toonaangevende Gentse club. Het bereikte in 1908 als eerste Gentse club de hoogste afdeling, iets waar KAA Gent pas in 1913 zou in slagen. In 1929 zakte KAA Gent naar Tweede Klasse en kwam in de schaduw van KRC Gent te staan. Dat veranderde in 1936 toen de Gentse clubs in twee verschillende afdelingen van Tweede Klasse speelden en KRC Gent de titel op de allerlaatste speeldag verspeelde en KAA Gent wel promoveerde.
KRC Gent kreeg het moeilijk en zakte eind jaren dertig naar Bevordering. De club kende nog een korte heropflakkering begin jaren vijftig toen de getalenteerde Marcel De Corte naar RSC Anderlecht werd getransfereerd en verschillende Anderlecht-spelers naar Gent verhuisden. Na twee opeenvolgende promoties speelde de club in 1952-1953 kortstondig terug in de hoogste afdeling.
De allerlaatste Gentse derby in een officiële wedstrijd werd met 3-0 gewonnen door KRC Gent, maar de club zakte diep weg en kwam in de jaren tachtig zelfs in Eerste Provinciale terecht. Pas halverwege de jaren negentig kon de club weer de Derde klasse bereiken, maar hoger dan dat lukte niet meer.
Terwijl KAA Gent nu een van de toonaangevende Belgische clubs is, is KRC Gent een eerder bescheiden amateurclub.
Beide clubs gebruikten erg lang Franstalige benamingen, Racing vernederlandste zijn naam in 1969, de Buffalo's deden dat in 1972.

## Derby's in Eerste Klasse
| Seizoen | Competitie    | Datum      | Thuisploeg      | Uitploeg        | Score |
| ------- | ------------- | ---------- | --------------- | --------------- | ----- |
| 1913/14 | Eerste Klasse | 05-10-1913 | AA La Gantoise  | RC Gand         | 0-0   |
| 1913/14 | Eerste Klasse | 04-01-1914 | RC Gand         | AA La Gantoise  | 1-0   |
| 1919/20 | Eerste Klasse | 26-10-1919 | ARA La Gantoise | RC Gand         | 0-3   |
| 1919/20 | Eerste Klasse | 11-01-1920 | RC Gand         | ARA La Gantoise | 3-1   |
| 1920/21 | Eerste Klasse | 17-10-1920 | ARA La Gantoise | RC Gand         | 1-1   |
| 1920/21 | Eerste Klasse | 09-01-1921 | RC Gand         | ARA La Gantoise | 2-1   |
| 1921/22 | Eerste Klasse | 22-10-1921 | RC Gand         | ARA La Gantoise | 1-2   |
| 1921/22 | Eerste Klasse | 29-01-1922 | ARA La Gantoise | RC Gand         | 1-1   |
| 1923/24 | Eerste Klasse | 28-10-1923 | RC Gand         | ARA La Gantoise | 2-1   |
| 1923/24 | Eerste Klasse | 10-02-1924 | ARA La Gantoise | RC Gand         | 1-3   |
| 1924/25 | Eerste Klasse | 16-11-1924 | ARA La Gantoise | RRC Gand        | 1-1   |
| 1924/25 | Eerste Klasse | 08-03-1925 | RRC Gand        | ARA La Gantoise | 0-1   |
| 1925/26 | Eerste Klasse | 25-10-1925 | ARA La Gantoise | RRC Gand        | 3-3   |
| 1925/26 | Eerste Klasse | 21-02-1926 | RRC Gand        | ARA La Gantoise | 2-2   |
| 1926/27 | Eerste Klasse | 07-11-1926 | RRC Gand        | ARA La Gantoise | 5-2   |
| 1926/27 | Eerste Klasse | 27-02-1927 | ARA La Gantoise | RRC Gand        | 2-1   |
| 1927/28 | Eerste Klasse | 09-10-1927 | ARA La Gantoise | RRC Gand        | 3-1   |
| 1927/28 | Eerste Klasse | 22-01-1928 | RRC Gand        | ARA La Gantoise | 1-0   |
| 1928/29 | Eerste Klasse | 09-10-1927 | RRC Gand        | ARA La Gantoise | 4-0   |
| 1928/29 | Eerste Klasse | 22-01-1928 | ARA La Gantoise | RRC Gand        | 0-3   |
| 1952/53 | Eerste Klasse | 07-12-1952 | ARA La Gantoise | RRC Gand        | 1-0   |
| 1952/53 | Eerste Klasse | 01-03-1953 | RRC Gand        | ARA La Gantoise | 3-0   |

## "Kleine" Gentse Derby
Naast de grote Gentse derby was er ook nog een kleinere Gentse derby, FAC Meulestede was immers de derde Gentse club die in nationale afdelingen speelde. Eind jaren veertig bevonden Meulestede en Racing zich in dezelfde afdeling. Bevordering was toen nog het derde nationale niveau.
Ook deze derby werd fel bevochten in de strijd om de tweede club van de stad te zijn. Racing raakte die positie niet aan de havenclub kwijt. Eind jaren vijftig zakte Meulestede definitief terug naar het provinciale niveau. Racing speelde toen in Derde Klasse. De derby werd nooit meer gespeeld.
Racing speelde tijdens het verblijf van de club in Eerste Provinciale in de jaren tachtig nog tegen twee andere Gentse clubs, FC Heirnis en White Star SC Sint-Amandsberg.
| Seizoen | Competitie   | Datum      | Thuisploeg     | Uitploeg       | Score |
| ------- | ------------ | ---------- | -------------- | -------------- | ----- |
| 1947/48 | Derde klasse | 26-10-1947 | FAC Meulestede | RRC Gand       | 0-3   |
| 1947/48 | Derde klasse | 29-02-1948 | RRC Gand       | FAC Meulestede | 3-2   |
| 1948/49 | Derde klasse | 19-09-1948 | RRC Gand       | FAC Meulestede | 6-0   |
| 1948/49 | Derde klasse | 30-01-1949 | FAC Meulestede | RRC Gand       | 2-2   |
| 1949/50 | Derde klasse | 18-09-1949 | RRC Gand       | FAC Meulestede | 2-1   |
| 1949/50 | Derde klasse | 29-01-1950 | FAC Meulestede | RRC Gand       | 2-1   |